# Comhaltas Ceoltóirí Éireann
Comhaltas Ceoltóirí Éireann ("Sociedad de Músicos de Irlanda") es la principal organización irlandesa dedicada a la promoción de la música, canta, baile, e idioma irlandés. La organización se fundó en 1951, y hoy en día tiene más que 400 divisiones en Irlanda, el Reino Unido, EE. UU., Canadá, México, Francia, España, Alemania, Hungría, Luxemburgo, Rusia, Australia y Nueva Zelanda. Su número total de miembros es alrededor de 75.000 personas.